# Seda (Alter do Chão)
Seda is een plaats (freguesia) in de Portugese gemeente Alter do Chão en telt 389 inwoners (2001).